# Mutoko
Mutoko é uma pequena vila na província Maxonalândia Oriental, Zimbábue. Foi estabelecida como uma estação administrativa em 1911. Encontra-se a 143 km de Harare. É nomeado após o chefe Mutoko local.
Esta vila é capital do distrito de Mutoko que é habitada pelo povo Buja. O povo de Buja teria se estabelecido em Mutoko de Mhingari no que é agora Moçambique
O povo Buja é conhecido por ter os melhores produtores de tomates e mangas no Zimbábue. Além de Mutoko é cercado por aldeias que foram entregues aos agricultores após a guerra, é a partir desses reinstalações que o país é alimentado. Nessas áreas, eles produzem milho, algodão, feijão e recentemente tabaco. Mutoko é considerado um dos maiores celeiros Zimbábue.
área Mutoko também é conhecida por ser uma região muito montanhosa do Zimbábue e, como tal, é uma fonte importante de pedra granito.
É também o lar de Nohoreka.Nohoreka que encontrou Makate e seu povo nesta área, e Nohoreka deu sua irmã Njapa para Makate como a mulher que mais tarde enganou Makate a perder o reino a Nohoreka. (ver Nehanda e Chaminuka),um líder espiritual do povo Buja. O totem de Nehoreka é shumba (leão). Ele é o pai de todos os que usam o leão como totem originalmente da Tanzânia, mas desceram ao longo da costa do Oceano Índico em Tete Moçambique, e depois atravessaram o Zimbábue, inicialmente se estabelecendo em Mutoko, no Zimbábue. Nehoreka também é o nome de uma banda de música Afro Fusion de 10 peças, formada em Gweru Zimbabwe por Percy Nhara, Solomon Jahwi e Inocente Madamombe. A banda agora está baseada em Harare.
Em 1937, nas proximidades de Mutemwa, foi estabelecido um dos poucos centros de tratamento de lepra no país em que John Bradburne trabalhou desde 1969 até que ele foi morto por guerrilheiros durante a Guerra Bush da Rodésia. Até 25.000 pessoas são atendidas a um serviço a cada ano em sua memória.
Mutoko também é o local de nascimento de Tsitsi Dangarembga, autor da famosa novela pós-colonial Condições Nervosas Wilson Katiyo, Dzekasburg, Chawasarira, Admire Mudzonga e muitos outros que ficaram comoestrelaas neste canto do Zimbábue.
List de instituições famosas em Mutoko:
Nyadire Methodist Mission :Faculdade de professores, instalações de embarque misto para ensino médio e ensino primário, hospital, instituição de igreja metodista
Mutoko Grau GVT instalações de embarque misto financiado
Missão Católica Todas as Almas : Orfanato misturado Instalações de embarque para escolas de ensino médio e superior, hospital, igreja.
Missão Metodista de Nyamuzuwe: instalações de embarque mista para alta
e escola primária do hospital e da igreja.
Atrações turísticas:
Aeroporto de Mutoko
Centro de Mutoko
Ruínas de Mutoko
Rio Mudzi
Mutoko também é o local de nascimento de Abel Kahuni, um dos melhores corredores da distância média da Escola Príncipe Eduardo e do Zimbábue.